# Arachova
Arachova (in greco Αράχωβα?) è un ex comune della Grecia nella periferia della Grecia Centrale (unità periferica della Beozia) con 4 180 abitanti secondo i dati del censimento 2001.
È stato soppresso a seguito della riforma amministrativa, detta Programma Callicrate, in vigore dal gennaio 2011 ed è ora compreso nel comune di Distomo-Arachova-Antikyra.
È ubicata vicino al Sito Archeologico di Delfi.